# Музей єгипетської археології Пітрі
51°31′25″ пн. ш. 0°07′59″ зх. д. / 51.5236° пн. ш. 0.133056° зх. д.
Музей єгипетської археології Петрі в Лондоні — частина музеїв і колекцій Університетського коледжу Лондона. Музей містить понад 80 000 предметів і входить до числа провідних у світі колекцій єгипетських і суданських матеріалів.

## Історія

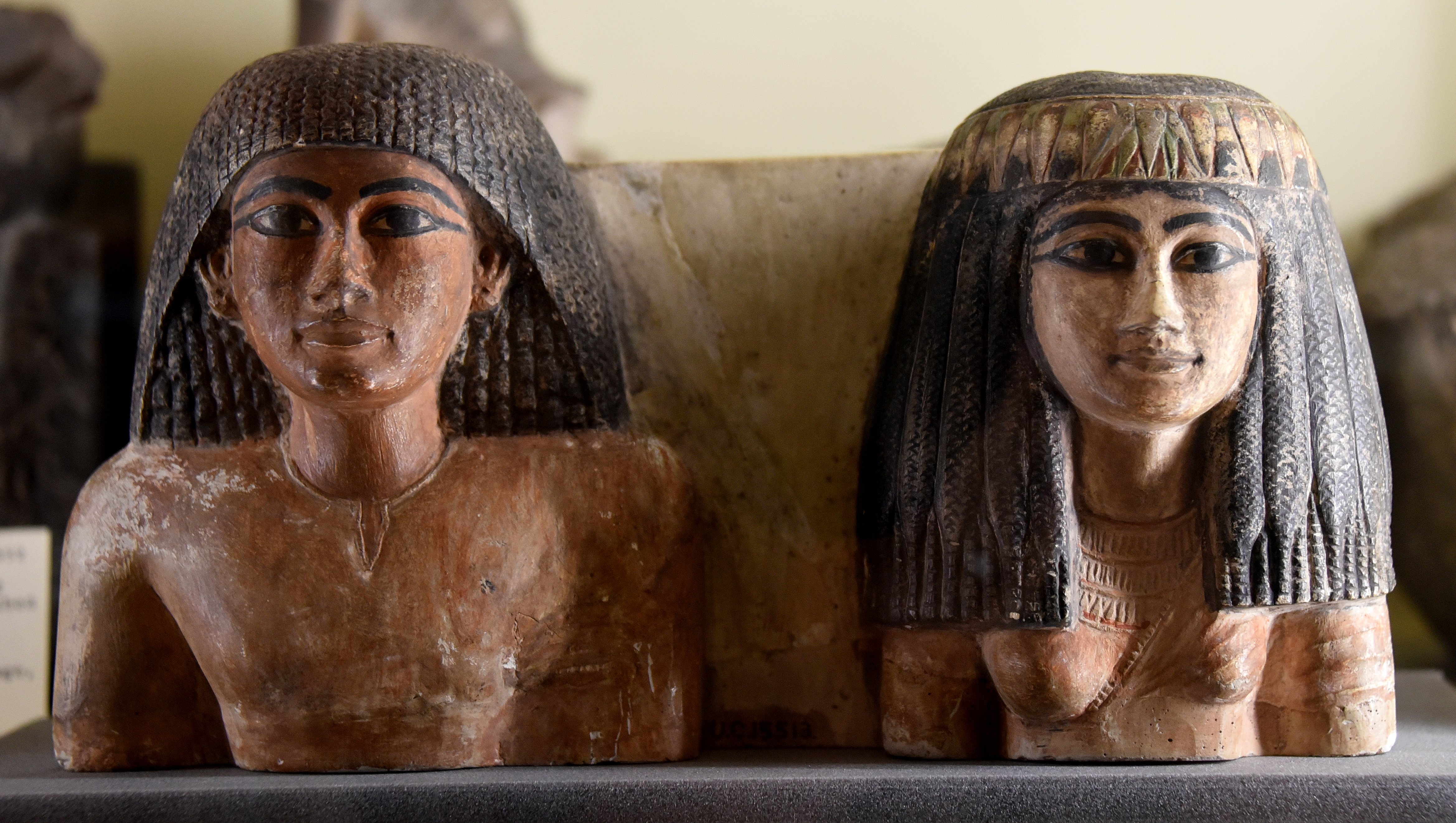
Верхня частина статуетки єгиптянки та її чоловіка. 18-та династія. З колекції Амелії Едвардс, яка зараз зберігається в музеї Петрі

Музей був створений як навчальний ресурс для кафедри єгипетської археології та філології в Університетському коледжі в той же час, коли кафедра була заснована в 1892 році. Початкову колекцію подарувала письменниця Амелія Едвардс. Перший професор Едвардса Вільям Метью Фліндерс Петрі провів багато важливих розкопок, а в 1913 році він продав свої колекції єгипетських старожитностей Університетському коледжу, створивши колекцію єгипетських старожитностей Фліндерса Петрі та перетворивши музей на одну з провідних колекцій за межами Єгипту. . Вперше колекція була виставлена в червні 1915 року. Під час своєї кар'єри Петрі розкопав десятки великих пам'яток, у тому числі кладовища римського періоду в Хаварі, відомі краси вими портретами мумій у класичному римському стилі; Амарна, місто царя Ехнатона; і першу справжню піраміду в Мейдумі, де він виявив деякі з найдавніших доказів муміфікації.
Колекція та бібліотека були розміщені в галереях у головному корпусі університету, а путівник був виданий у 1915 році. Спочатку відвідувачами колекції були студенти та науковці; тоді він не був відкритий для широкої публіки. Петрі пішов на пенсію з Університетського коледжу Лондона (UCL) у 1933 році, хоча його наступники продовжували поповнювати колекції, проводячи розкопки в інших частинах Єгипту та Судану. Під час Другої світової війни (1939—1945) колекція була спакована та вивезена з Лондона на зберігання. На початку 1950-х років його перемістили до колишньої конюшні, де вона залишається поруч із науковою бібліотекою DMS Watson UCL.

## Поточний опис

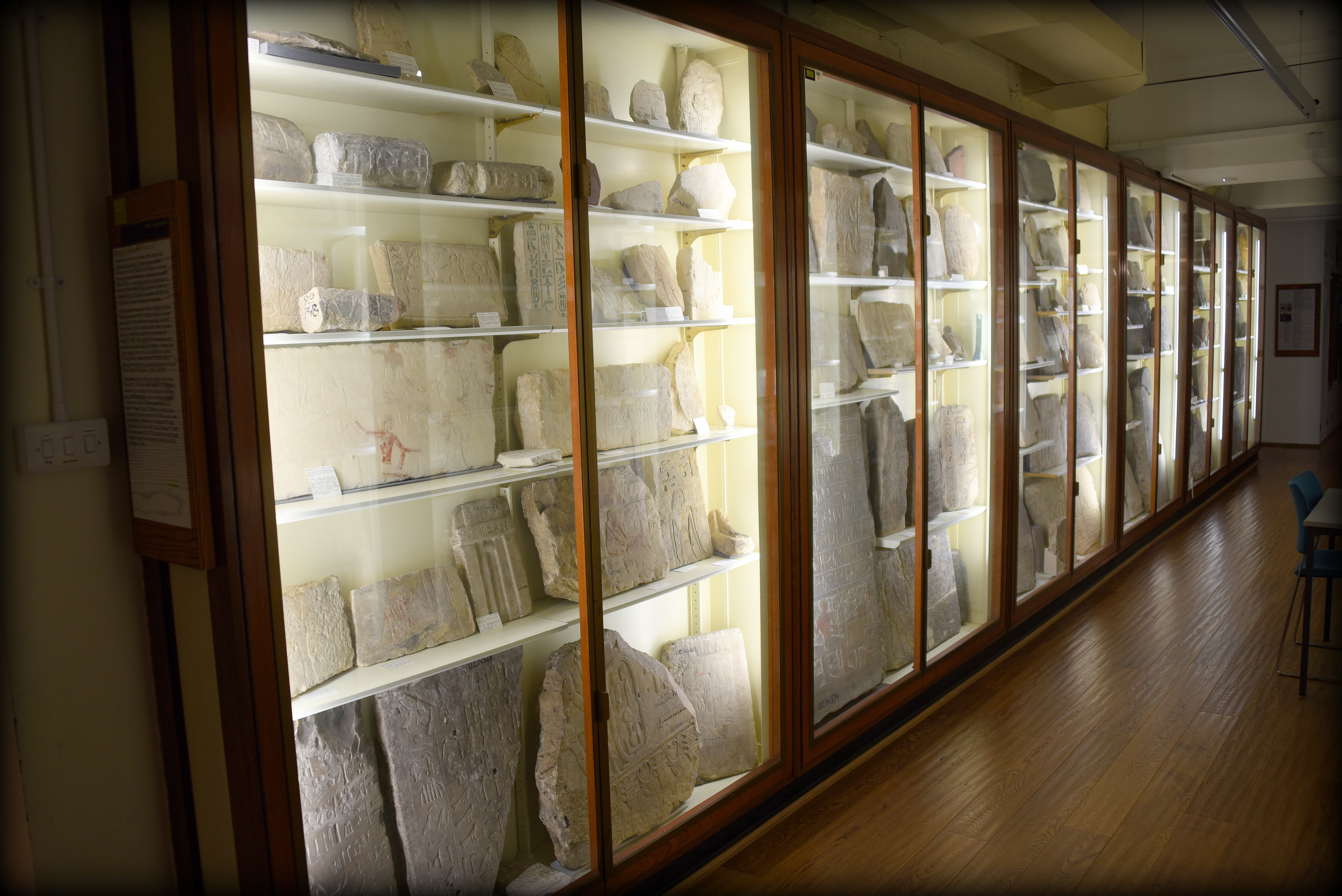
Фрагменти та плити стел. Написи проходу.

Музей знаходиться на Malet Place, неподалік від Гауер-стріт і наукової бібліотеки Університетського коледжу Лондона. Вхід безкоштовний, бронювання не потрібне, і станом на березень 2022 року музей відкритий з вівторка по п'ятницю з 13:00 до 17:00 і в суботу з 23:00 до 17:00. Дослідники розміщуються по понеділках з 10-13:00 до 14-16:00 за попереднім записом.
Музей має програму виставок і заходів для дорослих і сімей, і має активну організацію «Друзі музею Петрі», яка дозволяє членам відвідувати лекції, музейні семінари, екскурсії до Єгипту та єгипетських колекцій, соціальні заходи тощо. Крім того, Друзі збирають кошти на збереження, публікацію та показ видатної колекції музею Петрі.

### Організація та колекції

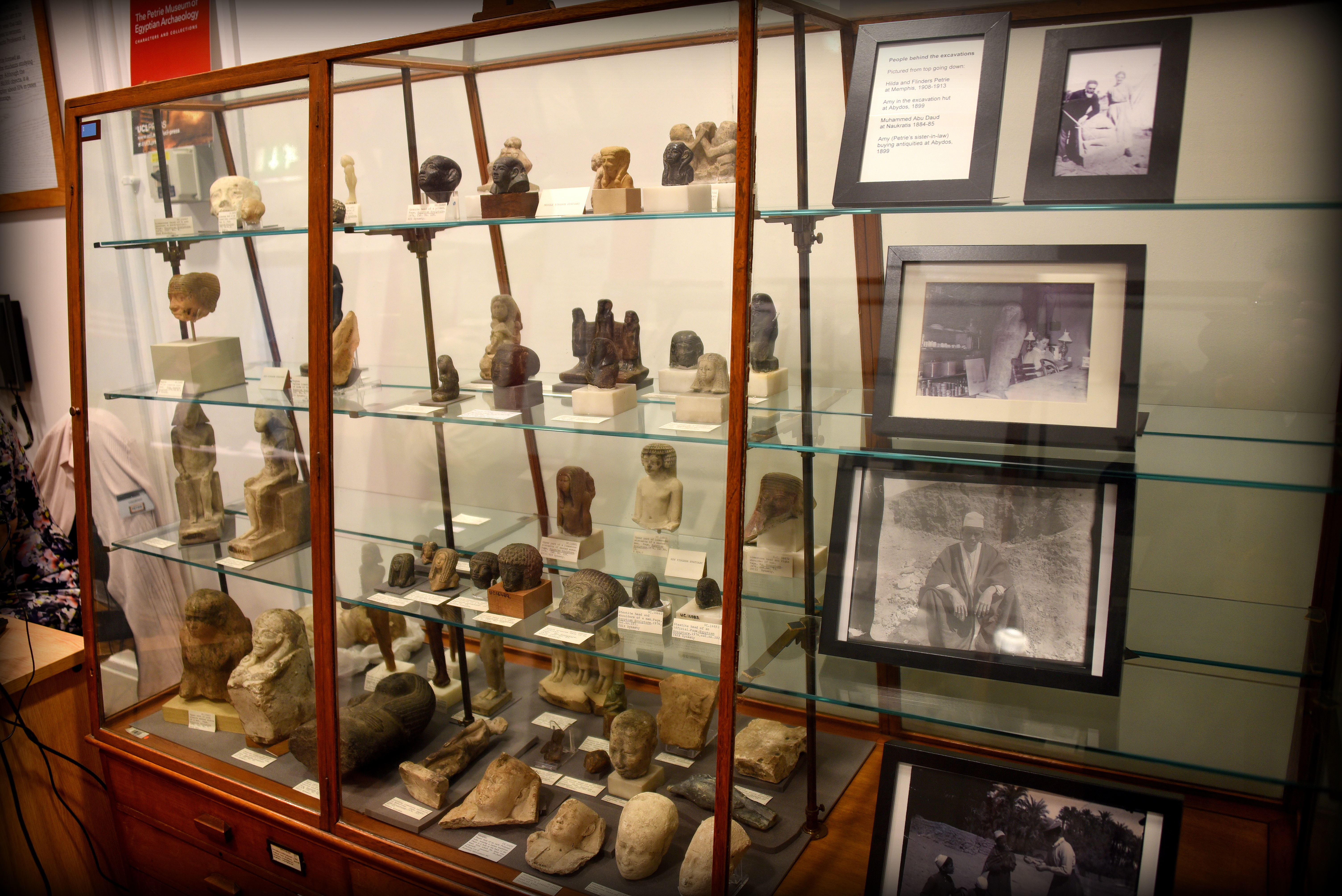
Вітрина біля попереднього входу в Петрі (до ремонту), з фігурками та статуетками

Музей розділений на три галереї. Головна галерея (розміщена над старою конюшнею) містить багато дрібних домашніх артефактів музею, портрети мумій і футляри, а також Прохід з написами. Прохід із написами демонструє таблички, у тому числі тексти пірамід, написані ієрогліфами, ієратичними, грецькою та арабською мовами та впорядковані відповідно до типу матеріалу. Інша галерея (галерея кераміки) містить багато шаф із керамікою, одягом, прикрасами та фігурами шабті, розташованих у хронологічному порядку. У 2019 році була відремонтована нова вхідна галерея, яка дає змогу ознайомитися з історією музею, його колекціями та видатними діячами.
Усю колекцію було оцифровано, і каталог можна переглядати та переглядати онлайн.

### Визначні надбання
Колекція містить кілька значних «перших»: один із найдавніших шматків льону з Єгипту (приблизно 5000 р. до н. е.); два леви з храму Мін у Коптосі, з першої групи монументальної скульптури (приблизно 3000 р. до н. е., вони розташовані поза межами офісу ректора в будівлі Вілкінса на Гауер-стріт); фрагмент Палермського каменю (перший список царів або календар, близько 2900 р. до н. е.); найдавніший зразок металу з Єгипту, перші оброблені залізні намистини; найдавніша «циліндрична печатка» в Єгипті (приблизно 3500 р. до н. е.); найдавніші заповіти на папірусному папері; найдавніший і єдиний ветеринарний папірус Стародавнього Єгипту (доступ надається за запитом); і найбільший архітектурний малюнок, що показує святиню (приблизно 1300 р. до н. е.).
Ще одна сильна сторона колекції — костюм.   На додаток до сукні Тархан («найстаріша сукня») є унікальна сукня з бісеру танцівниці епохи пірамід (приблизно 2400 р. до н. е.), дві мантії з довгими рукавами тієї ж дати, обладунок з палацу Мемфіс, а також шкарпетки та сандалі римського періоду. Колекція містить твори мистецтва з міста Ехнатона в Амарні: різнокольорові плитки, різьблення та фрески з багатьох інших важливих єгипетських і нубійських поселень і місць поховання. У музеї зберігається найбільша в світі колекція мумійних портретів римського періоду (I—II століття нашої ери). 
Колекція також містить матеріали птолемеївського, римського та ісламського періодів.
У музеї зберігається значний архів, включаючи записи про розкопки, листування та фотографії, що стосуються розкопок під керівництвом Фліндерса Петрі. Існують додаткові документи, що стосуються розповсюдження знахідок із польових досліджень до музеїв по всьому світу між 1887 і 1949 рр.

## Репутація

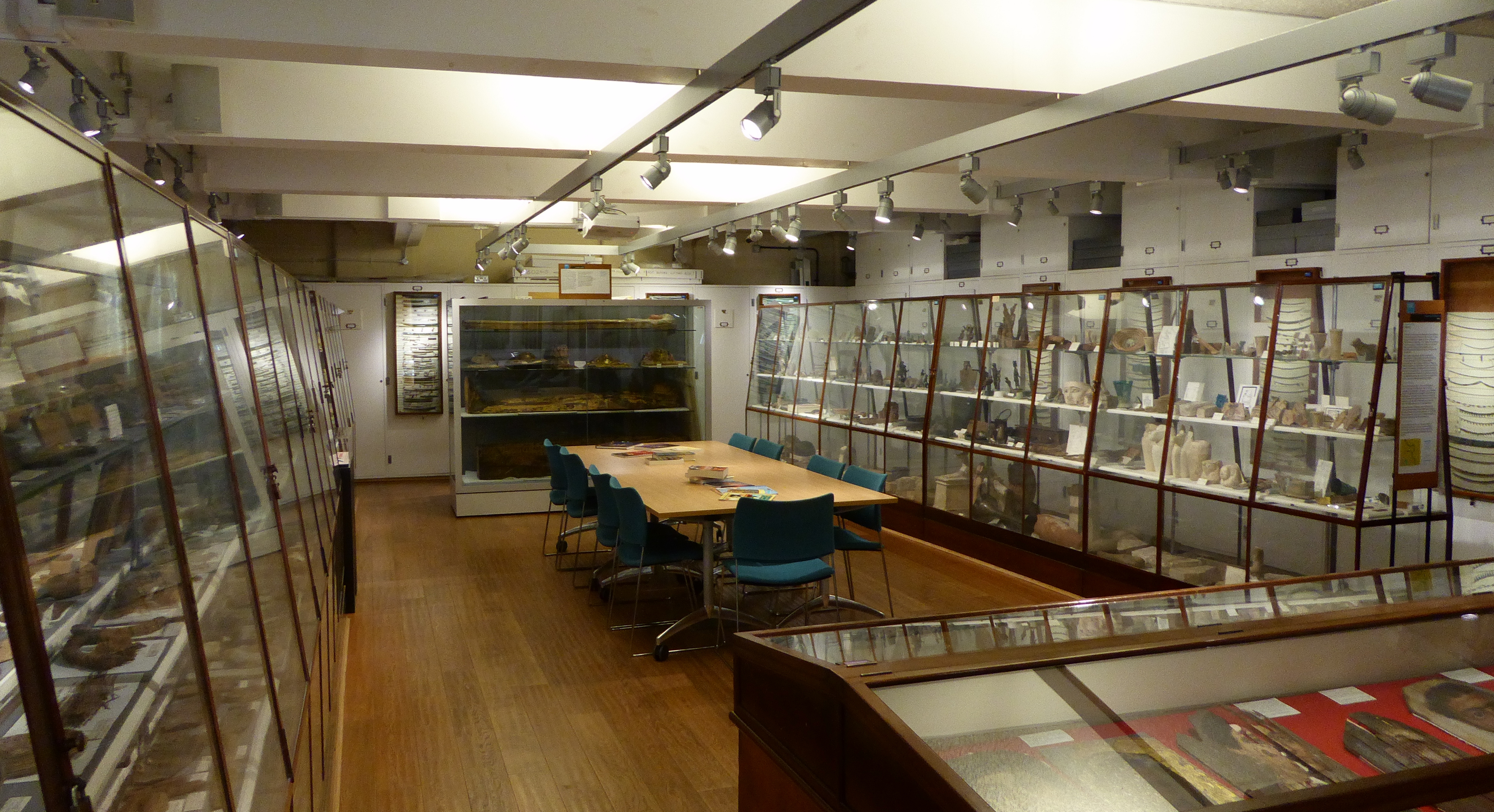
Інтер'єр музею

Музей спеціалізується на предметах повсякденного використання, містить понад 80 000 предметів і входить до числа провідних у світі колекцій єгипетських і суданських матеріалів. За кількістю та якістю предметів вона поступається лише колекціям Каїрського музею, Британського музею та Єгипетського музею в Берліні. У музеї міститься багато «перших», таких як сукня Тархан, яка підтверджена як найдавніший тканий одяг у світі.

## Опубліковані праці
У 2007 році Left Coast Press опублікувала «Живі зображення: Єгипетські похоронні портрети в музеї Петрі» за редакцією Джанет Піктон, Стівена Квірка та Пола С. Робертса. У цій книзі розповідається про портрети римських мумій із Фаюма та детально описується робота по їх консервації.
У 2014 році Bloomsbury Press опублікувала «Археологію раси», яка «досліджує застосування расової теорії для тлумачення минулого у Великобританії під час пізнього вікторіанського та едвардіанського періодів». Книга, написана Деббі Чаліс, присвячена тому, як Фліндерс Петрі застосував ідеї Френсіса Ґалтона про спадковість і расу до дисципліни археології.
У 2015 році UCL Press опублікувала збірку статей багатьох авторів під назвою "Музей єгипетської археології Петрі: персонажі та колекції ", яка доступна як у друкованому вигляді, так і у вільному доступі для завантаження. Його редагує Еліс Стівенсон.